# Mésolithique

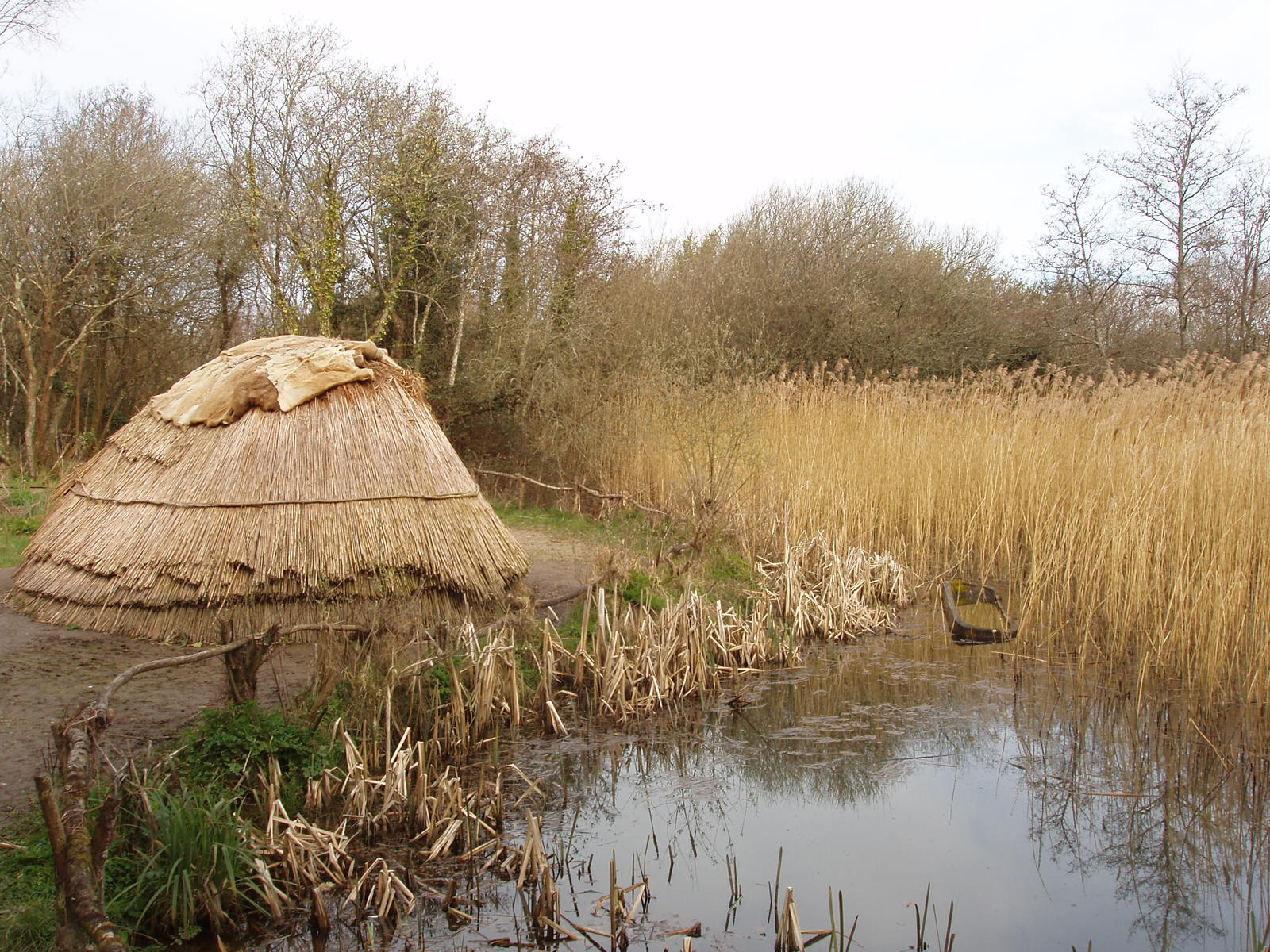
Reconstitution d'une hutte de chasseurs-cueilleurs-pêcheurs mésolithiques en Irlande. Plusieurs types d'observations peuvent étayer cette reconstitution : plancher conservé dans les tourbières, foyer au centre de l'habitat et délimité par des pierres, trous de poteaux avec pierres de calage.

Le Mésolithique (du grec μέσος / mésos, « situé au milieu » et λίθος / líthos, « pierre », littéralement « âge de pierre du milieu »), parfois confondu avec l'épipaléolithique, est la période de la Préhistoire chronologiquement et culturellement intermédiaire entre le Paléolithique qui le précède et le Néolithique qui lui succède. Sous l'influence du réchauffement climatique qui entraîne la diversification des ressources alimentaires et l'intensification des stratégies de leur exploitation, les groupes humains nomades peu denses et relativement mobiles de cette période perpétuent un mode de subsistance fondé sur la chasse, la pêche et la cueillette, sous un climat tempéré proche du climat actuel, tout en commençant à se sédentariser, ou à réduire leurs déplacements saisonniers, avec des décalages chronologiques et géographiques.
Les limites chronologiques du Mésolithique sont variables d'un continent à l'autre et d'une région à l'autre. Le Mésolithique commence au Proche-Orient avec le Natoufien, environ 3 000 ans plus tôt qu'en Europe, où il s'ouvre avec la fin de la dernière période glaciaire, il y a 11 700 ans. Il s'achève avec l'adoption de l'agriculture et de l'élevage comme source alimentaire principale, qui laisse néanmoins à la chasse et à la cueillette un rôle d'appoint alimentaire. En Europe, l'économie mésolithique prend fin vers 6 400 av. J.-C. en Grèce et dans les Balkans, mais dure jusqu'à environ 2 300 av. J.-C. en Europe septentrionale.

## Éléments historiques
Le terme mésolithique est proposé dès 1873 pour désigner en Europe les derniers chasseurs-cueilleurs. Le préhistorien Jacques de Morgan, reprenant les traditionnelles classifications ternaires issues de l'âge indo-européen, l'impose en 1909 pour désigner la période intermédiaire entre le Paléolithique et le Néolithique dans toutes les régions du monde. Le développement de la datation par le carbone 14 a mis en évidence les décalages temporels entre les différentes régions : 9 700 à 5 000 av. J.-C. en Europe de l'Ouest, 12 500 à 8 500 av. J.-C. au Levant, 13 000 av. J.-C. au Japon avec la période Jōmon. En Chine, un passage au néolithique est opéré à Yuchanyan (16100-14500 av. J.-C.) et à Miaoyan (17100-15400 av. J.-C., ce qui en fait les plus anciennes poteries au monde). Il s'applique également dans le sous-continent indien.

## Une période de changements
Le Mésolithique est caractérisé par un certain nombre de changements comportementaux des groupes humains. Si certains de ces changements (réduction des territoires de chasse, développement de l'arc…) paraissent fortement liés aux modifications du milieu dus au réchauffement climatique post-glaciaire (reconquête forestière, disparition des grands herbivores migrateurs des steppes tels que le mammouth et le renne au profit des herbivores forestiers tels le cerf, sanglier, chevreuil ou du petit gibier), d'autres (bouleversements dans les représentations artistiques et symboliques, microlithisation et géométrisation des outils…) semblent liés aux dynamiques internes d'évolution des groupes humains.

### Changements climatiques et environnementaux

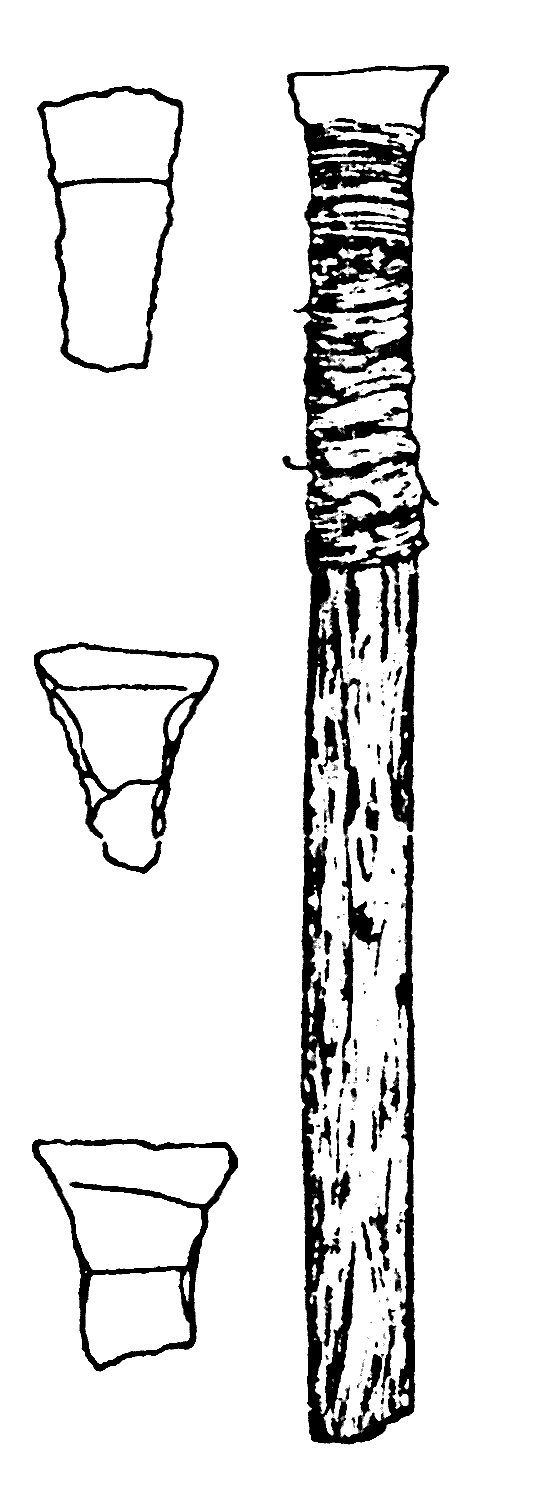
Microlithes (trapèzes) et flèche mésolithique provenant de la tourbière de Tværmose (Danemark).

En Europe, le Mésolithique commence approximativement avec le début de l'Holocène, vers 9 700 ans av. J.-C., période marquée par le développement de la forêt tempérée. Le réchauffement rapide du climat à la fin du Dryas récent entraine en Europe la disparition des steppes au profit des boisements de reconquête (en France, pins, puis noisetiers au huitième millénaire, et enfin chênaie mixte au septième millénaire).

### Mutations économiques, sociales et culturelles
Au Mésolithique, les populations se fixent sur des territoires limités. Au Proche-Orient et en Chine, elles commencent à cueillir et consommer des céréales sauvages, de plus en plus abondantes avec le réchauffement du climat, en plus des activités de chasse et de pêche. On voit émerger des techniques de chasse innovantes (utilisation de microlithes comme éléments de flèches), de nouvelles pratiques funéraires avec les premières nécropoles, et des conflits sociaux, ou encore la fabrication de pirogues et de nasses de bois tressé pour la pêche.
En Europe, les populations conservent un mode de vie semi-nomade ; cependant l'abondance et la diversité des ressources par rapport à l'âge glaciaire favorisent des déplacements sur des territoires plus restreints selon des rythmes saisonniers. Ainsi, un campement a des chances d'être occupé d'année en année à une saison donnée pour effectuer des opérations plus ou moins spécifiques au site. L'idée de sites « agora », qui auraient accueilli à des moments clés des rassemblements de groupes vivant séparément le reste du temps, partageant néanmoins des frontières et des intérêts communs (échange de matériau par don / contre-don, exogamie, la chasse demandant des effectifs importants pour des battues…), a été avancée par certains chercheurs mais reste difficile à prouver.
Les contacts entre les groupes sont néanmoins avérés par la diffusion de traits culturels (apparition du débitage Montbani, développement des trapèzes au sein du groupe des armatures de flèches…) sur des territoires importants. Les innovations semblent essaimer de proche en proche, avec traduction et ré-interprétation du groupe receveur en fonction de son propre système technique existant, les possibilités mécaniques des matériaux à disposition.
L’emploi de l’arc et de la flèche, en particulier, se généralise sur le continent européen et en Afrique. La microlithisation des armatures de chasse s'accentue par rapport à la période précédente. Ces petits éléments sont en règle générale réalisés en fracturant des lames essentiellement débitées dans du silex (mais également dans de l'obsidienne, des quartz…). Au début du Mésolithique, les armatures les plus courantes sont les pointes. Le stade moyen (autour de 8 000 av. J.-C.) voit le développement des armatures triangulaires, alors que pour la période récente (6 500 av. J.-C.), ce sont les trapèzes qui dominent les assemblages. L'utilisation de l'ensemble de ces armatures comme les pointes de flèches est probable même si les fûts ont le plus souvent disparu depuis longtemps. Les découvertes de flèches complètes (fût et pointe) sont rarissimes.
La chasse de petits mammifères et la consommation de mollusques (escargots, bigorneaux, patelles, etc.) se développent. En milieu côtier, la récolte de coquillages est assez développée et donne parfois lieu à la formation d'amas coquilliers (accumulation des déchets) sur les lieux qui ont pu servir de lieux de vie et parfois de sépultures. Une analyse plus spécifique des acides aminés du collagène osseux de onze individus de l'un des cimetières mésolithiques les plus anciens et les plus connus de la Méditerranée, à El Collado, Valence, montre des niveaux élevés de consommation de protéines aquatiques. Certains humains de ce site dépendaient fortement des poissons lagunaires locaux et éventuellement des crustacés, plutôt que des espèces marines ouvertes.
Les principaux groupes mésolithiques en Europe, correspondant sans doute plus à des entités techniques qu'à de véritables cultures, sont le Sauveterrien, le Tardenoisien ou le Castelnovien en France, la culture de Limbourg de la Picardie aux Pays-Bas, le Maglemosien, le Kongemosien au Danemark, et la culture de Kunda à l'est de la Baltique.

## Fin du Mésolithique
La fin du Mésolithique est caractérisée par le passage d'une économie de chasse/pêche et de cueillette à une économie agro-pastorale, comme l'atteste le développement d'habitats semi-sédentaires qui se substituent aux campements temporaires. Au Proche-Orient, ce basculement résulte de la domestication des plantes et des animaux lors du processus de néolithisation. En Europe, l'agriculture se diffuse avec l'expansion des populations néolithiques originaires d'Anatolie. Le Mésolithique s'achève en Europe avec le début de la culture d'Argissa en Thessalie vers 6 400 av. J.-C., et vers 2 300 av. J.-C. en Europe du Nord.